# Catarata Gocta
La catarata Gocta, conocida localmente como La Chorrera, es un salto de agua que se encuentra en las cercanías de los caseríos peruanos de San Pablo, Cocachimba y La Coca, distrito de Valera, provincia de Bongará, departamento de Amazonas en el noreste del Perú.

## Historia
En marzo de 2006, un grupo de exploradores liderados por el alemán Stefan Ziemendorff, decidieron tomar las medidas topográficas de la cascada y descubrieron que la altura total de esta es de 771 m (en dos etapas), lo que la ubica en el lugar N.º 17 en la lista mundial de cascadas y como la tercera catarata más alta del Perú, estando las Cataratas las Tres Hermanas (914 m), en Junín, en primer lugar, y la catarata Yumbilla (895.4 m), en Amazonas, en segundo lugar.

## Leyendas
Existen varias leyendas acerca de esta catarata: una se relaciona con la maldición de una bella sirena de pelo rubio que ayudada de una serpiente gigante custodian una vasija de oro; en otra versión, esta sirena acosaba a los hombres, encantándolos con su belleza, para luego arrastrarlos hacia las profundidades. Otra leyenda habla del lugareño Juan Mendoza que desapareció encantado por las rocas que hay detrás de la catarata.

## Turismo

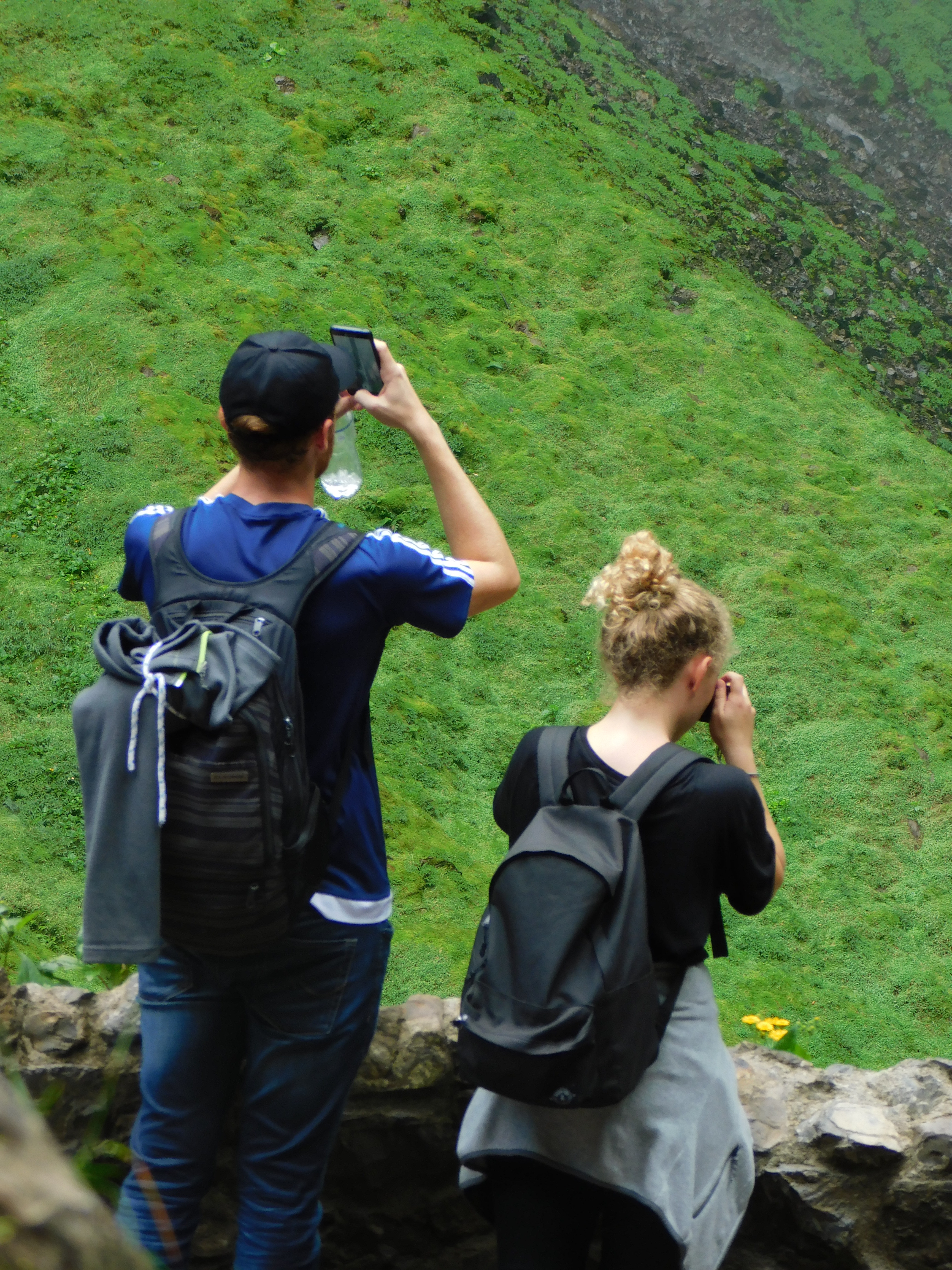
Turistas Observando la Catarata

La catarata de Gocta es visitada por muchos turistas. Existen varias rutas que se pueden tomar para llegar a la catarata, la primera es iniciando el recorrido desde la ciudad de Chachapoyas o Jaén (Cajamarca) hasta el centro poblado de Cocachimba, ahí se pueden encontrar todos los servicios básicos (alimentación, hospedaje, etc.). para luego caminar aproximadamente dos horas y media; también se puede hacer el recorrido a cabalgando a caballo. La segunda opción es ir por el poblado de San Pablo, desde donde se inicia una caminata en la cual se pueden apreciar interesantes plantas y animales de costa y sierra. San Pablo cuenta también con todos los servicios.  Esta visita es parte del circuito turístico norte del Perú, que en su etapa en la región de Amazonas, que engloba además visitas a reservas naturales en la selva en zonas todavía vírgenes, y que son hogares de muchas especies de animales en peligro de extinción. Además incluye la fortaleza prehispánica de Kuélap, vestigios de una fortaleza construida por la Cultura Chachapoyas entre los siglos X y XIV, antes de su conquista por el Imperio incaico, así como los Sarcófagos de carajía, los mausoleos de Revash, el museo de Leimebamba, la laguna de los Cóndores, el camino Inca en Amazonas, la ruta de Gran Vilaya, la caverna de Quiocta, entre muchos otros atractivos arqueológicos y naturales.

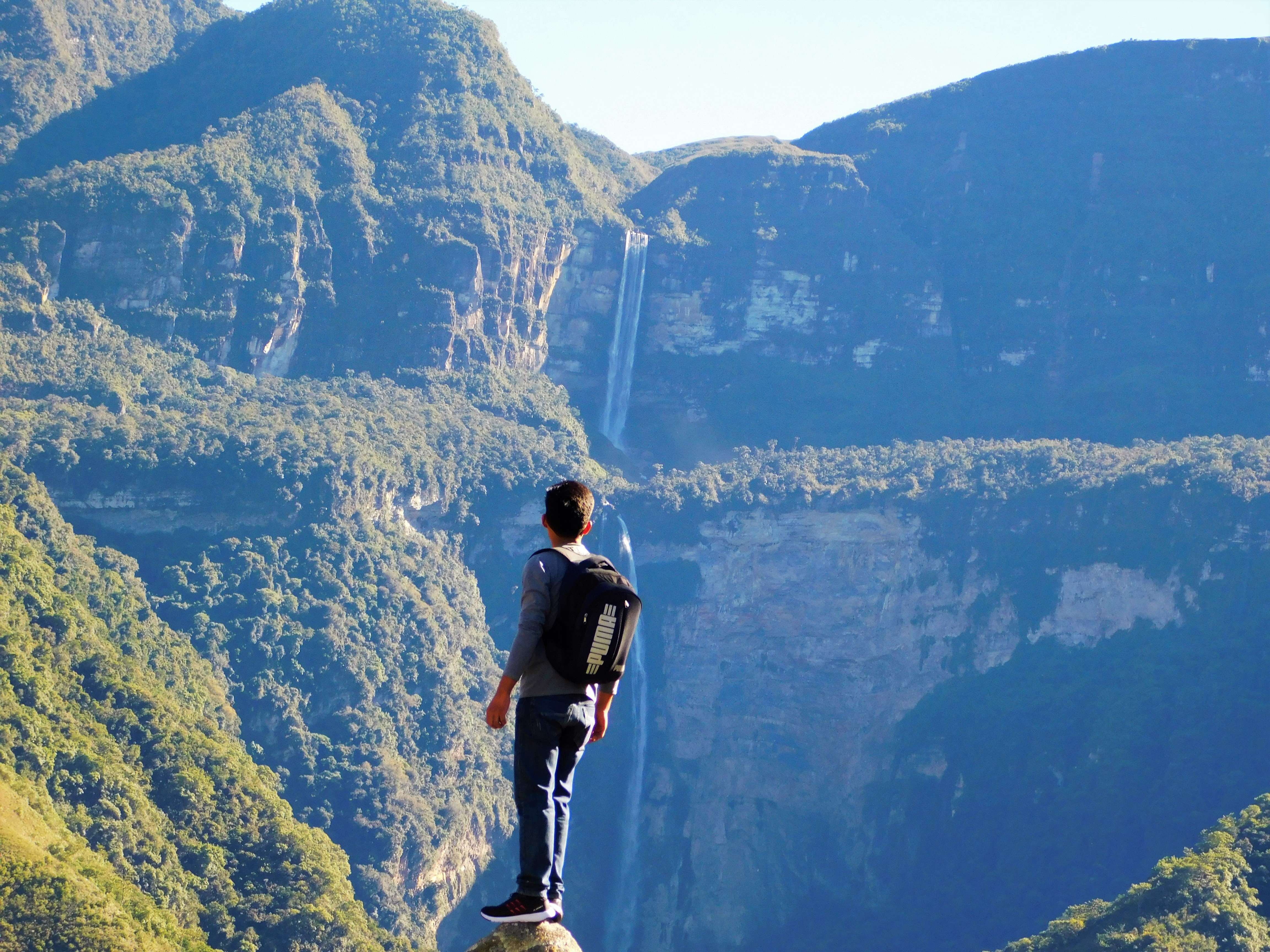
Una vista de la catarata Gocta

## Zona reservada
Dada la trascendencia de la catarata Gocta, las autoridades de la región Amazonas hacen gestiones para proteger las riquezas que existen en la zona; por ejemplo, valiosas especies de flora y fauna. Por el momento tanto la meseta desde donde cae la catarata, incluidos bosques y pajonales como el entorno mismo de la catarata se encuentran desprotegidos, amenazando el futuro del desarrollo local.

## Galería

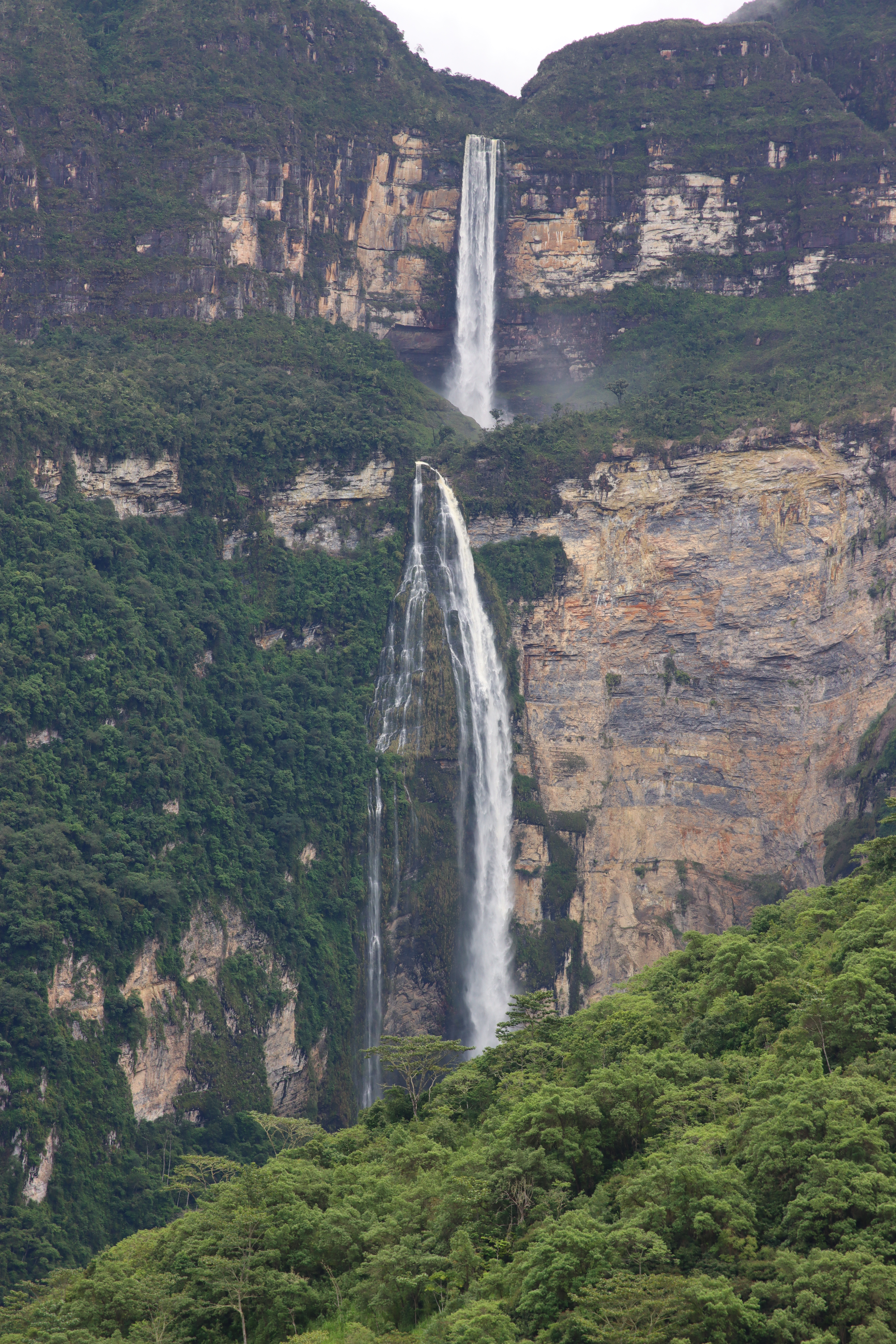
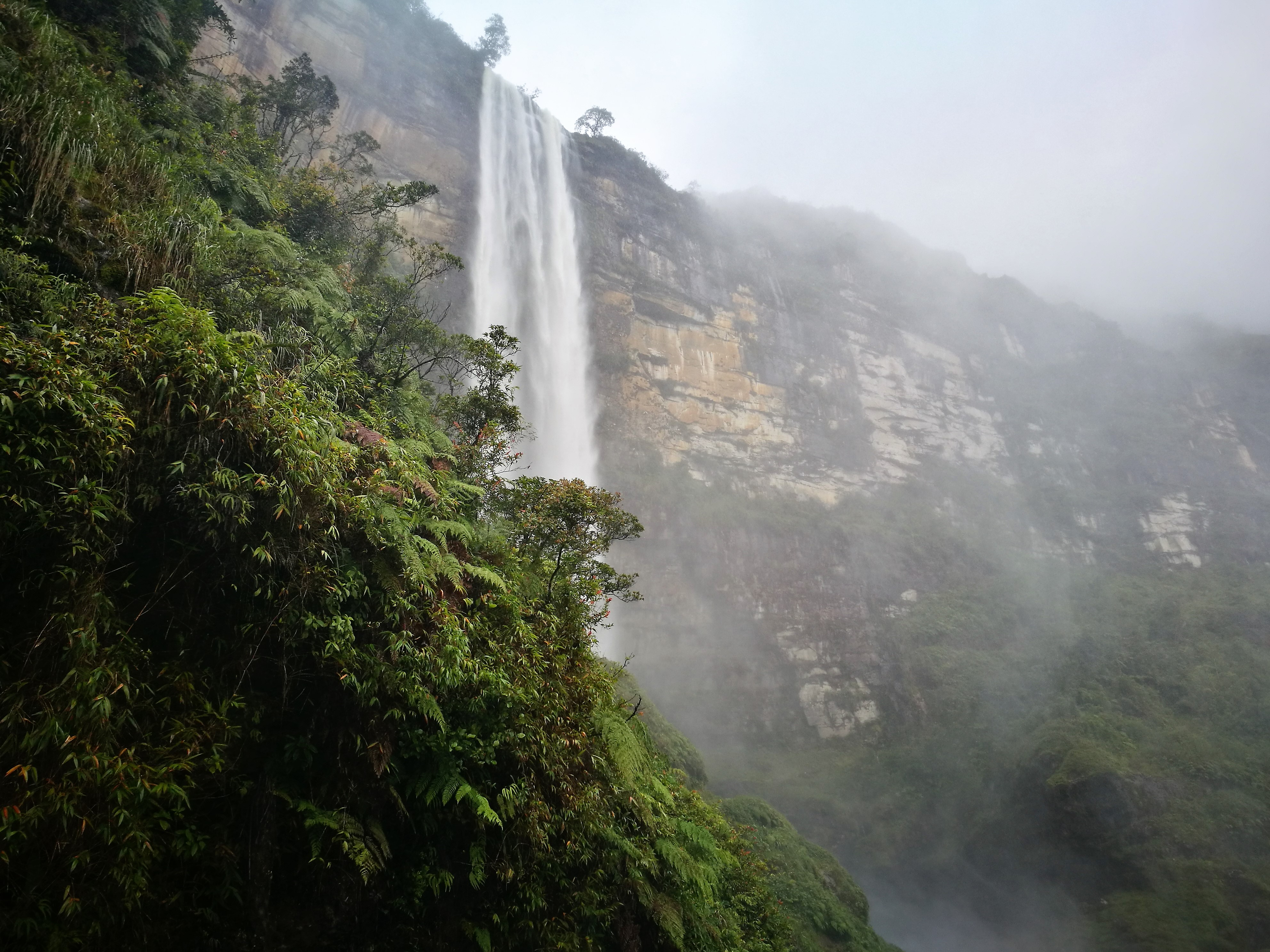
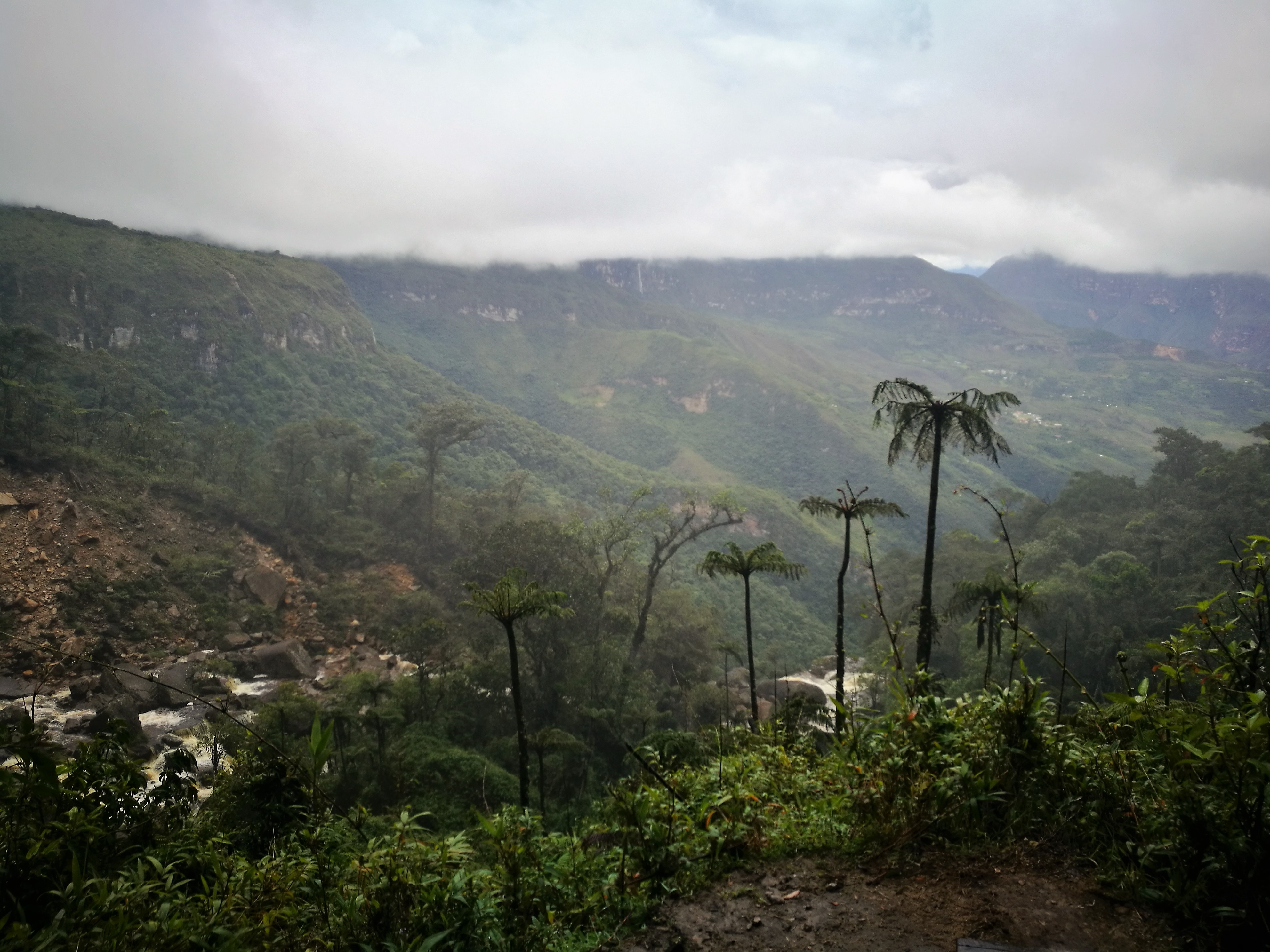
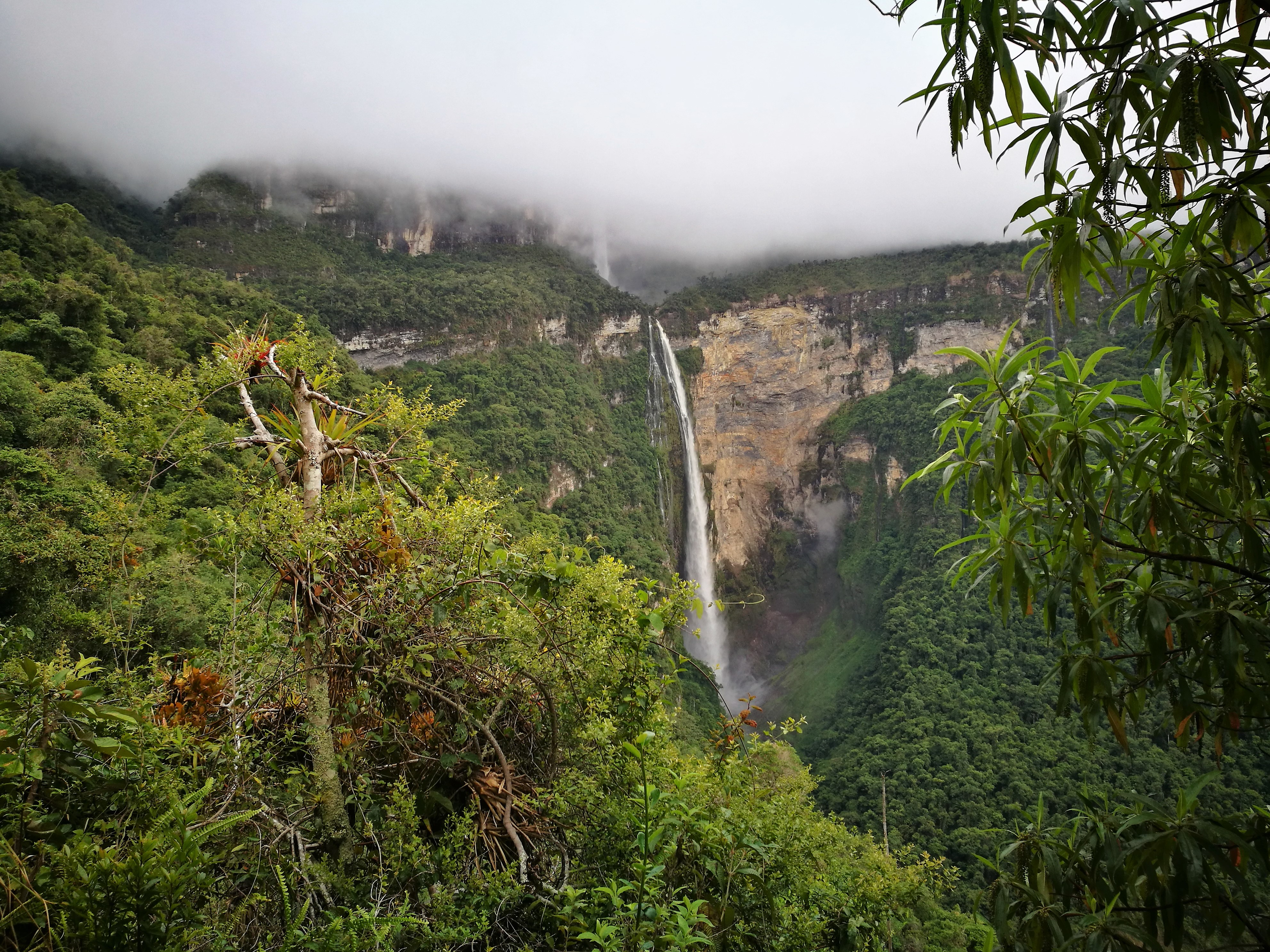
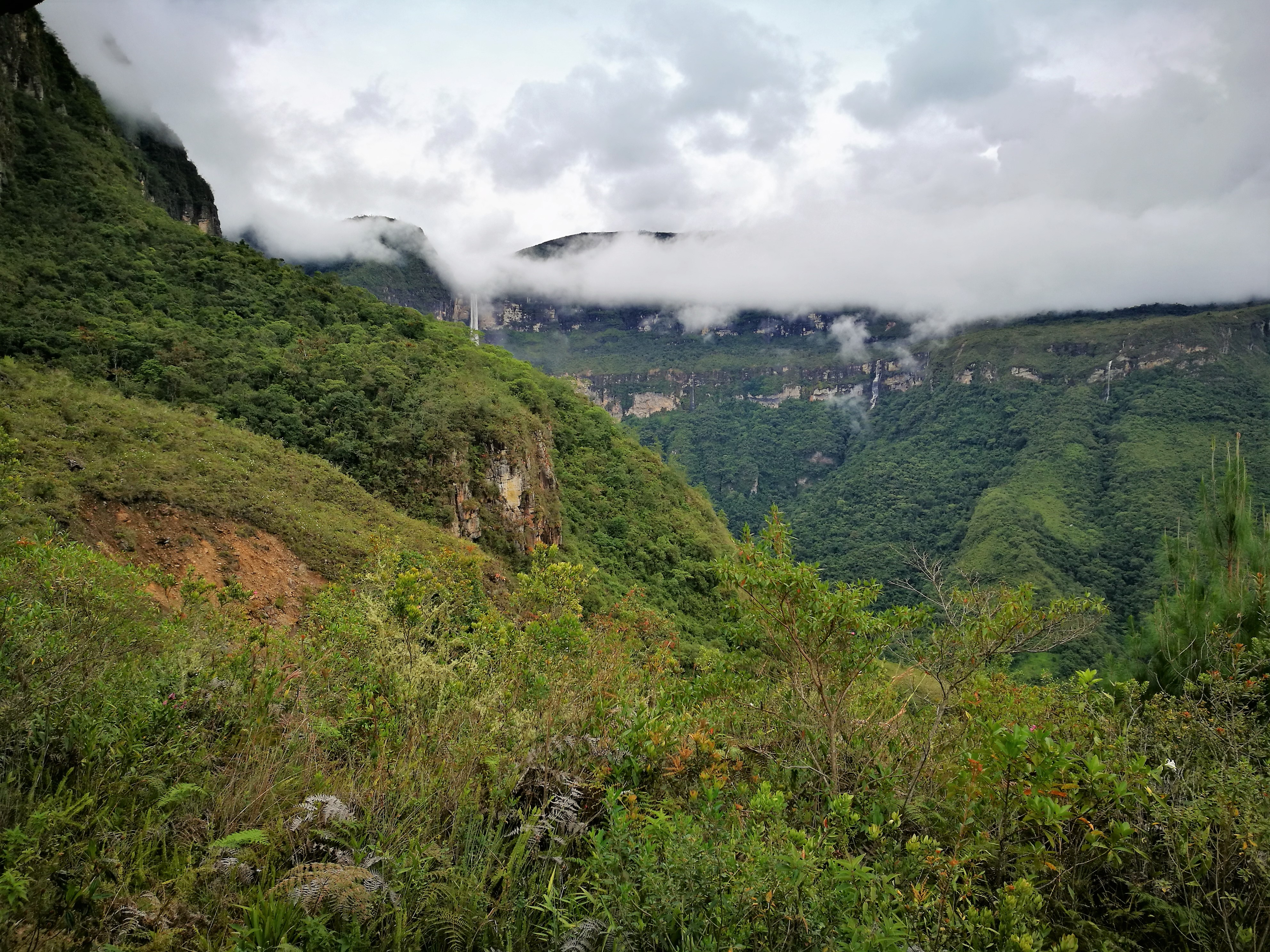
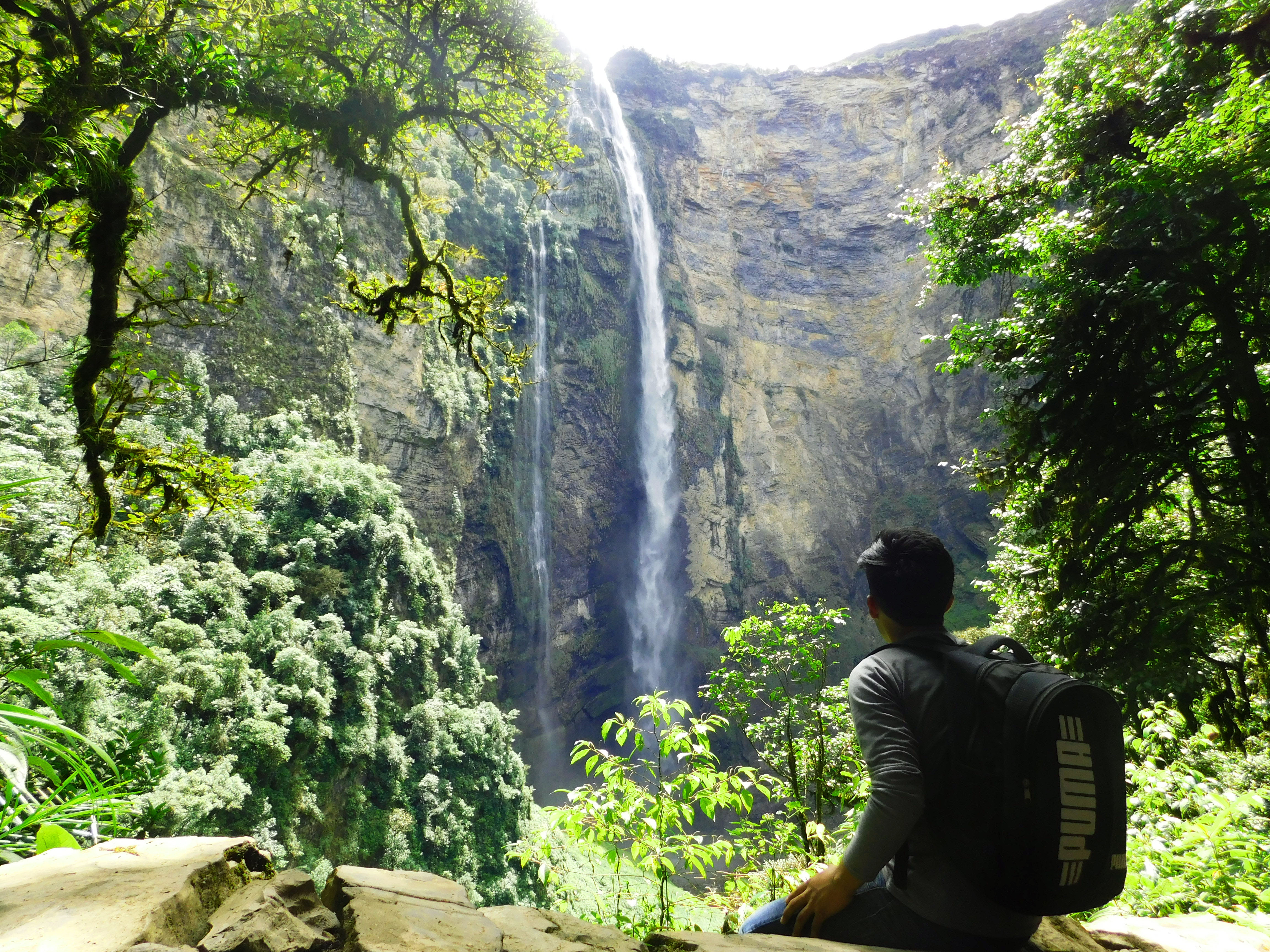
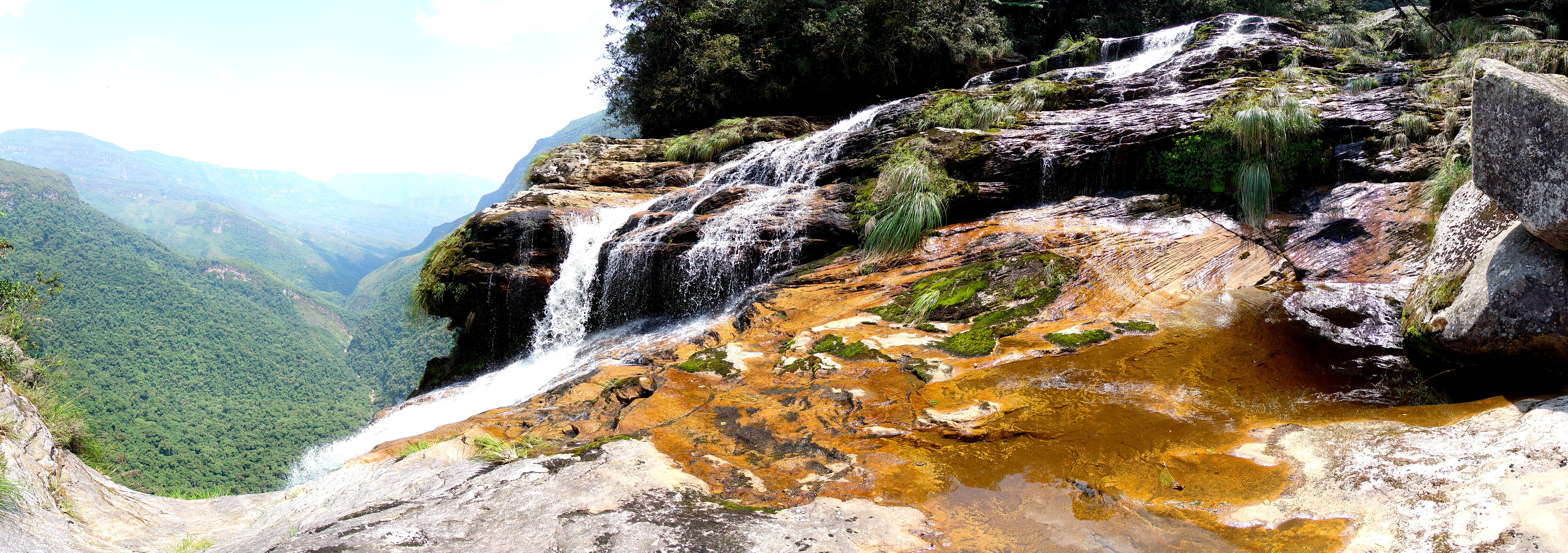
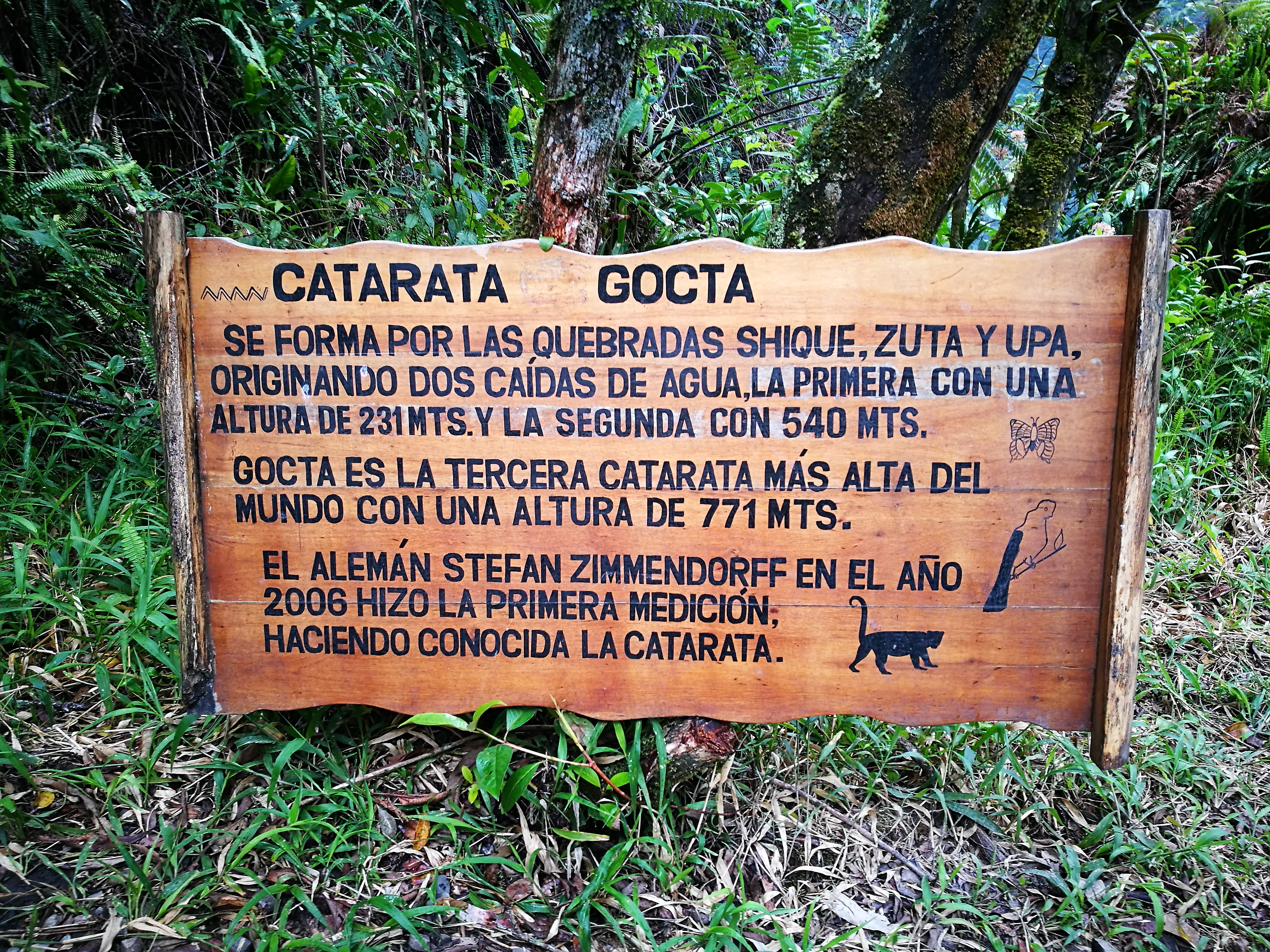
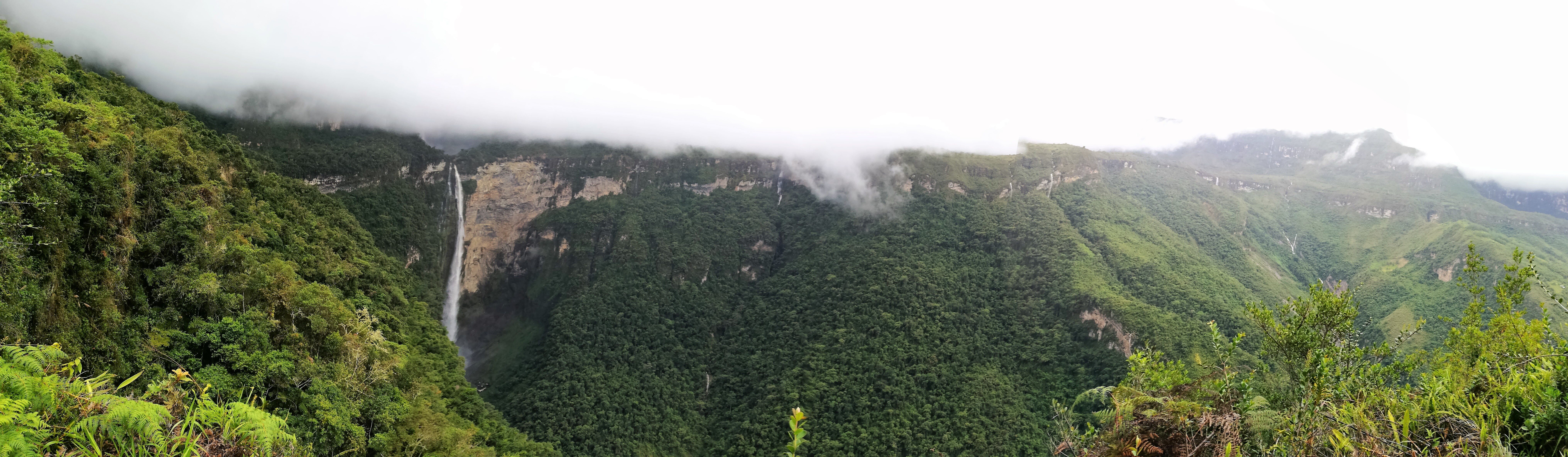
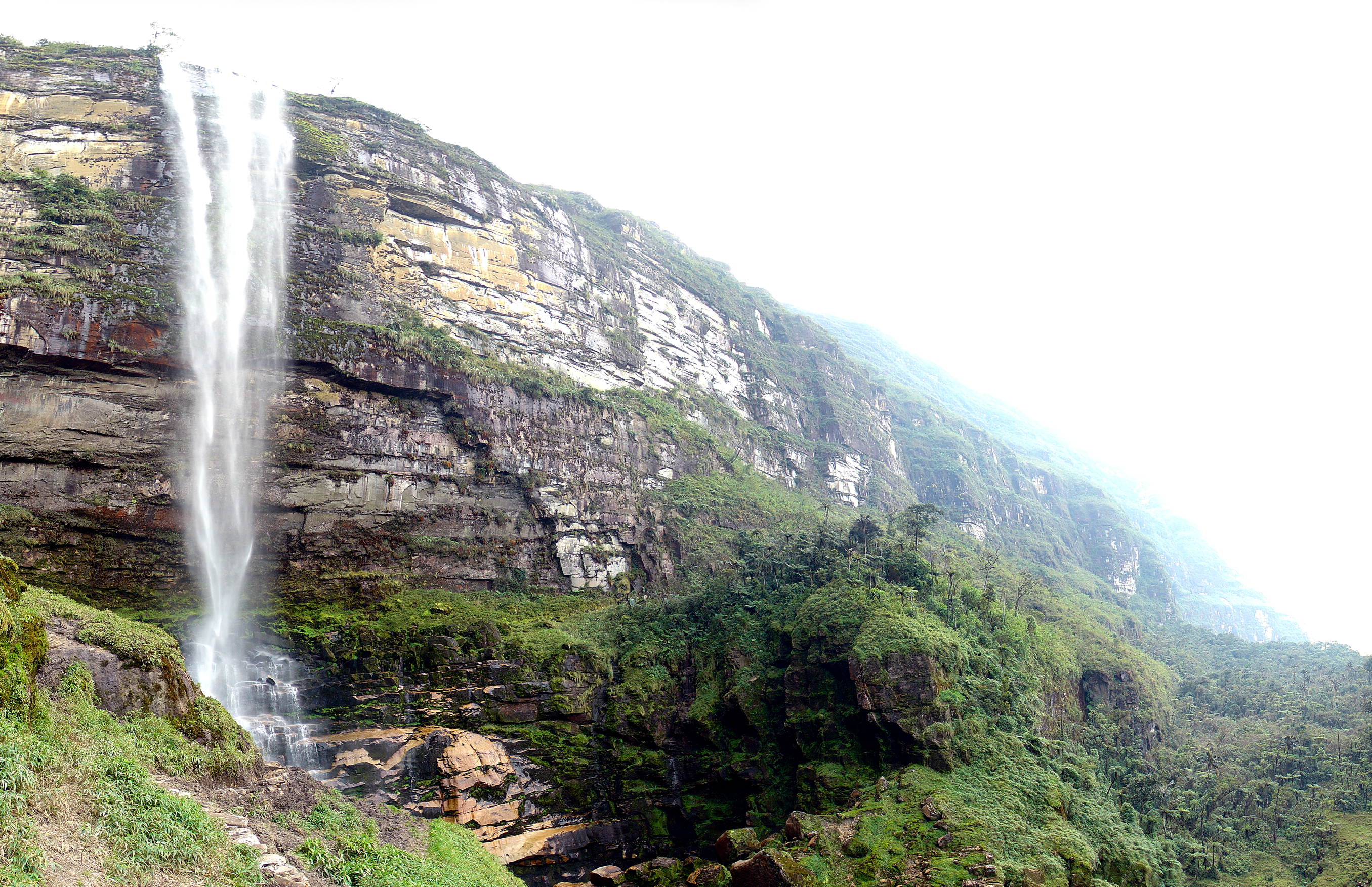
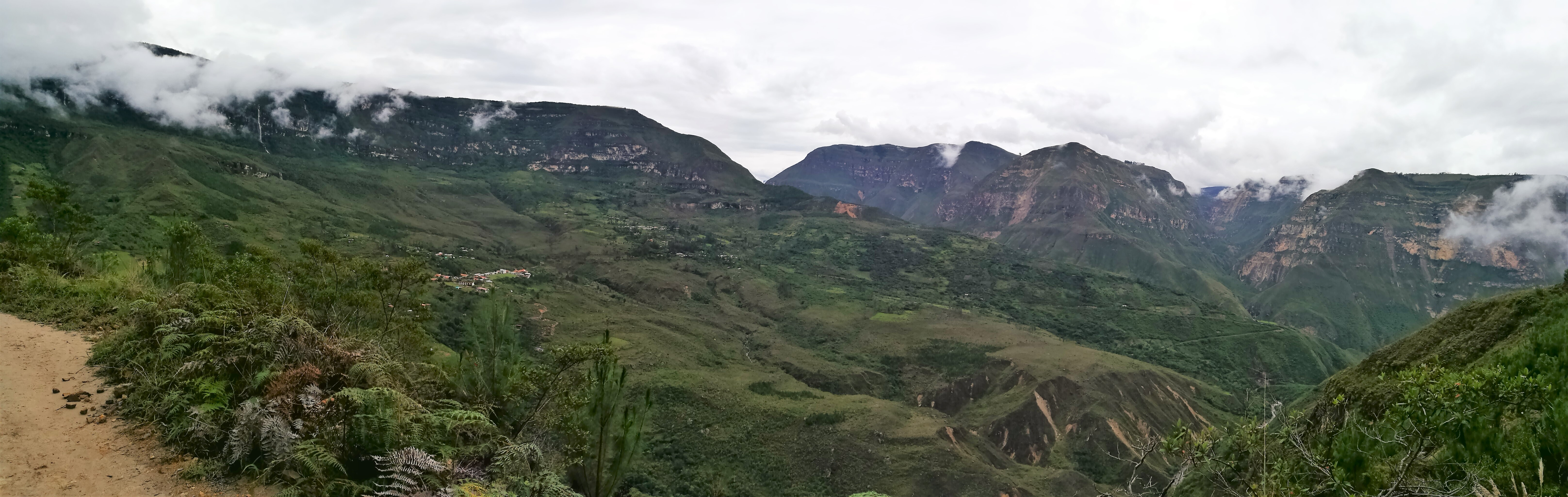